# Karel Káša Jahn
Karel „Káša“ Jahn (8. srpna 1949 Praha – 27. února 2009 Praha) byl český bubeník, zpěvák, hudební pedagog a skladatel. Celkem 33 let vyučoval hru na bicí.

## Hudební kariéra
- 1967 P-67 s kytaristou Lubošem Andrštem
- 1967–1970 Rebels spolu Jiřím Kornem a Zdeňkem Juračkou
- 1970–1971 Framus Five
- počátek 70. let - doprovodná skupina Josefa Laufera
- počátek 70. let - koncertní bluesrocková jednotka Formace s Vladimírem Mišíkem
- 1974 - emigrace do Švýcarska
- 1974–? rytmické duo s baskytaristou Jiřím Kozlem
- Free Formation s Jiřím Kozlem a Petr "Top" Netopil
- Sid Kucera Revival Jazz Band Swing Factory (Robert Morgenthaler, Maurice Mannix, Peter Netopil, George Kozel, Karel Jahn)
- ? - 1978 Revival Jazzmen Prague spolu s baskytaristou Jiřím Kozlem[1]
- 1978–1990 skupina Crown spolu s baskytaristou Jiřím Kozlem, Patrick Mason, Petr "Top" Netopil
- 1990–2007 Blue Highway Band
- 1992 – koncerty jednorázově obnoveného Blue Effectu

Skupina Crown a Felix Pappalardi

- 1999–2007 obnova skupiny Rebels
- 2008 Katapult

## Soukromý život
Karel Káša Jahn byl dvakrát ženatý, první manželka Hana, ze vztahu se narodil syn David, druhá manželka Virginie, se kterou měl dceru Annu.

## Diskografie
- 1968 Rebels - Šípková růženka (LP)
- 1968 Various – Beat-line, Supraphon (LP)
- 1972 Framus Five - Město ER (LP)
- 1977 Sid Kucera And The Revival Jazzband — Swing Factory, (LP)
- 1978 Josef Kainar – Obelisk, (LP)
- 1979 Crown - Crown 79, Polidor International, Švýcarsko (LP)
- 1981 Crown - We need you, Polidor Polygram Records, Švýcarsko (LP)
- 1984 Crown - Red Zone, Thunderbolt Records / Magnum Music Group, Anglie
- 1984 Crown - All that Rock & Roll Music, Thunderbolt Records / Magnum Music Group, Anglie (LP)
- 1991 Comeback Aneb Legendy Českého Rocku Se Vracejí, Paseka, (CD, Album)
- 1996 Rebels Komplet (Bonton 1996; kompilace)
- 1999 Rebels (Warner Music 1999)
- 2003 Rebels Live 2003, Puky Records 2003; živé album

### Singly
- „Definitivní konec“/„Pět havranů“ (Supraphon 1968)
- „A zazvonil zvonec“/„Hrnečku vař!“ (Supraphon 1968)
- „Hloupej Honza“/„Šípková Růženka“ (Supraphon 1969)
- „Měl v kapse díru“/„Zakopanej pes“ (Panton 1970)

## Filmografie
Bigbít (dokumentární televizní seriál):
- Blue Effect & Psychedelic Sound (1967-71) (1998)
- Doba temna - rekvalifikace (1970-75) (1998)
- Hospody, burzy, tancovačky, folk (1971-78) (1998)
- Houpačka, beatové písnicky & west coast (1965-71) (1998)